# کورت، اوت-کورس
کورت، اوت-کورس (به فرانسوی: Corte) یک کمون در فرانسه است که در کرس شمالی واقع شده‌است.

## خصوصیات
کورت ۱۴۹٫۲۷ کیلومترمربع مساحت و ۶٬۷۷۹ نفر جمعیت دارد و ۴۸۶ متر بالاتر از سطح دریا واقع شده‌است.

## خواهرخوانده
شهر نیورو خواهرخواندهٔ کورت، اوت-کورس هست.

## نگارخانه

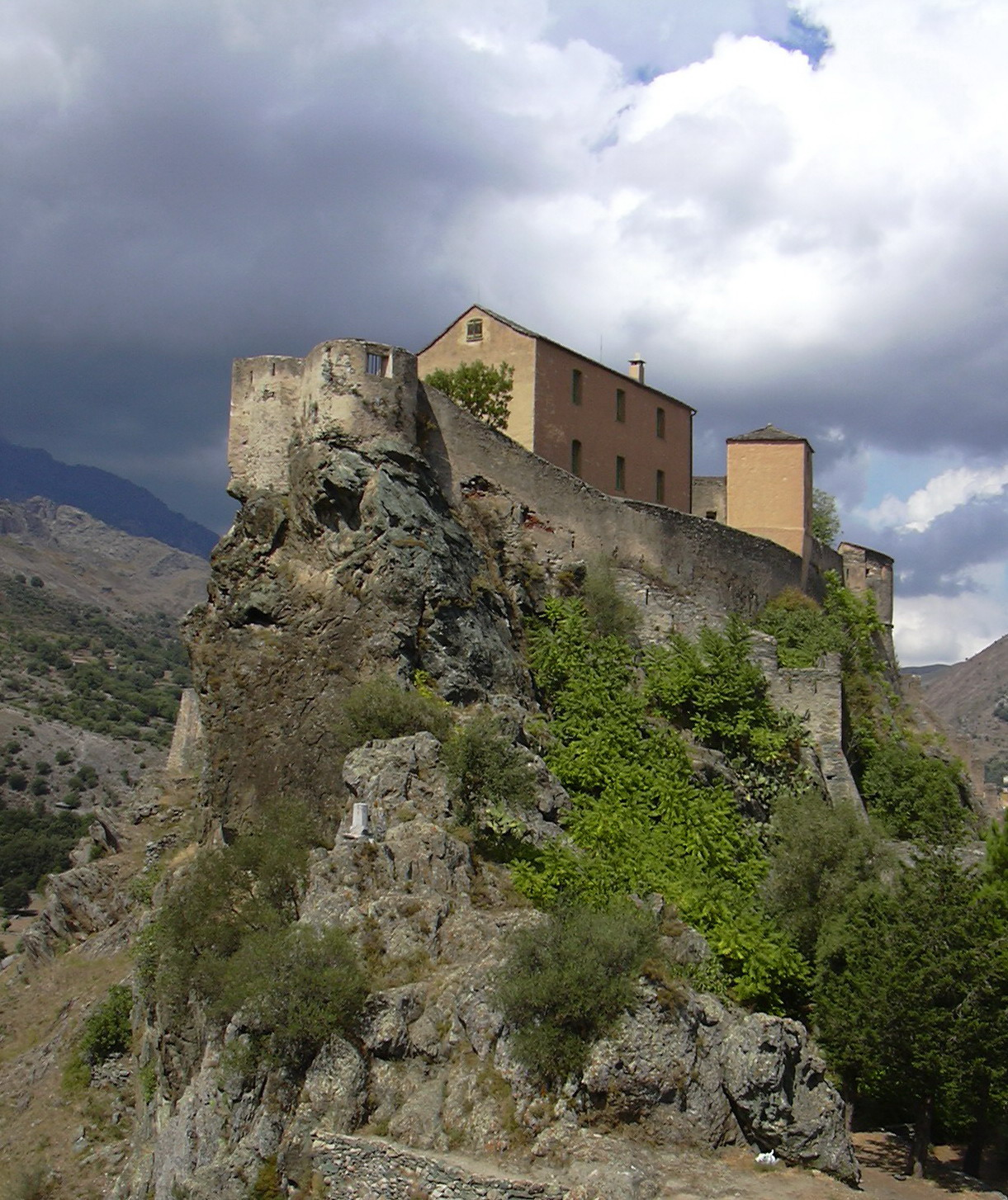
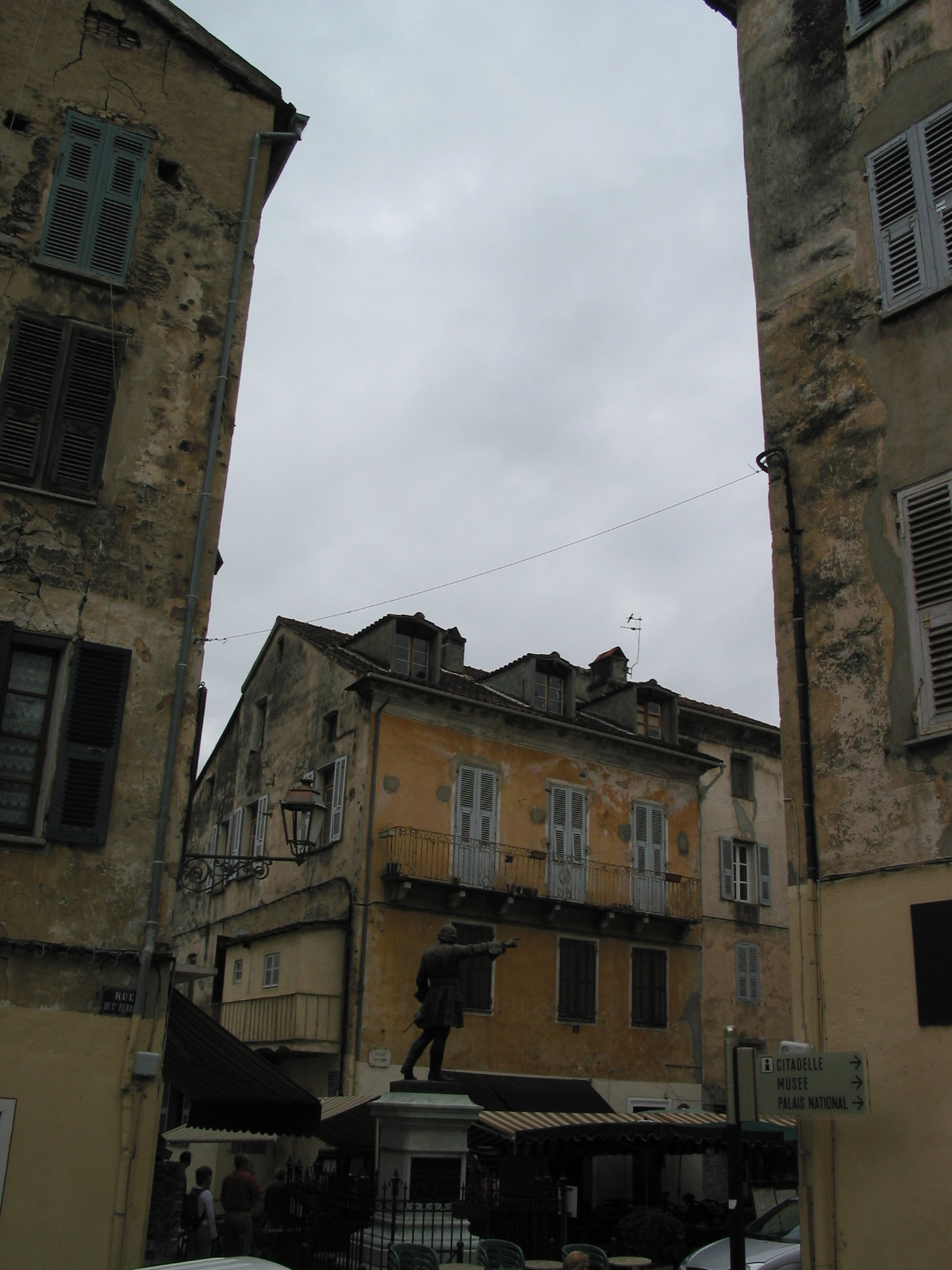
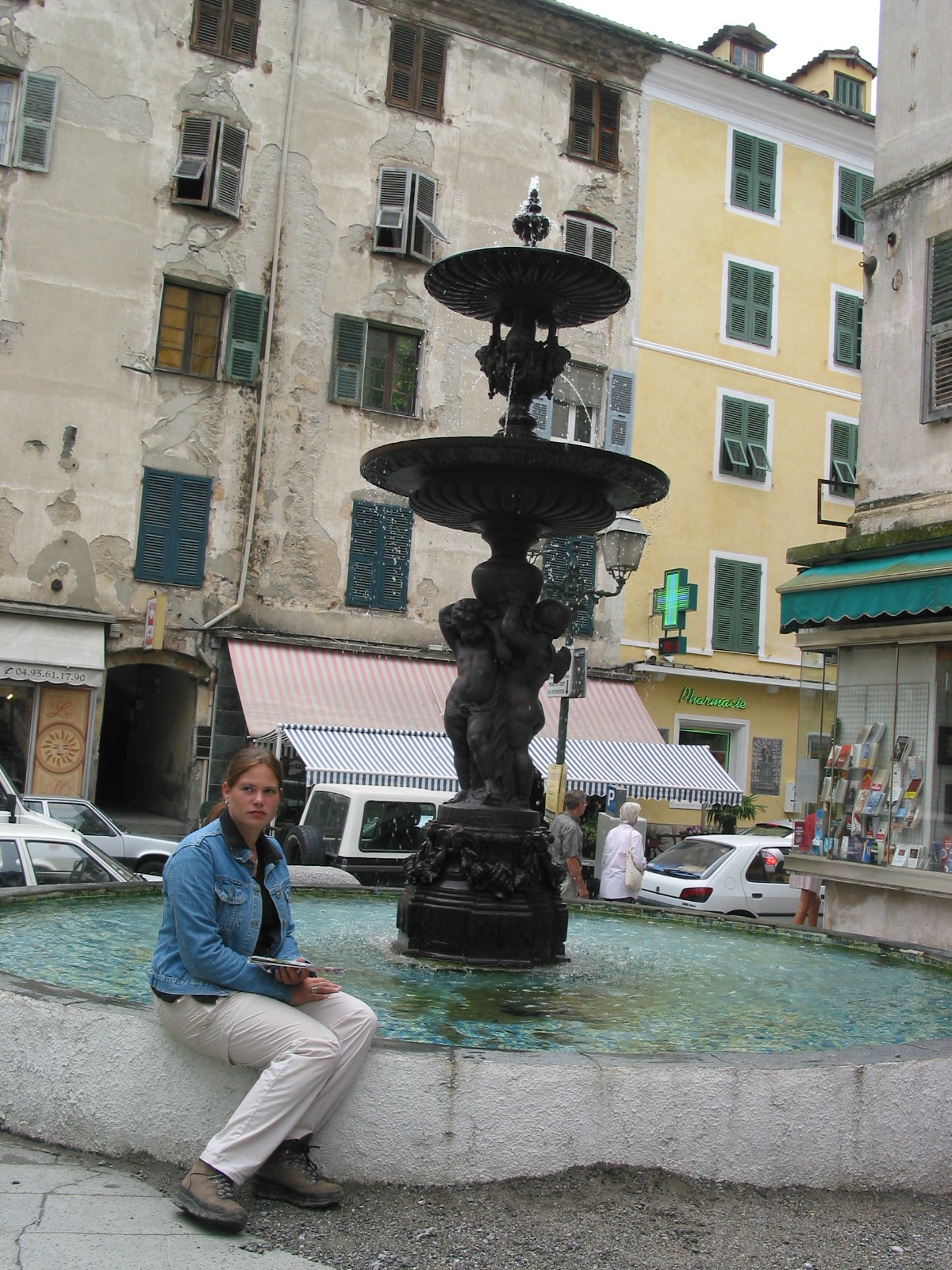
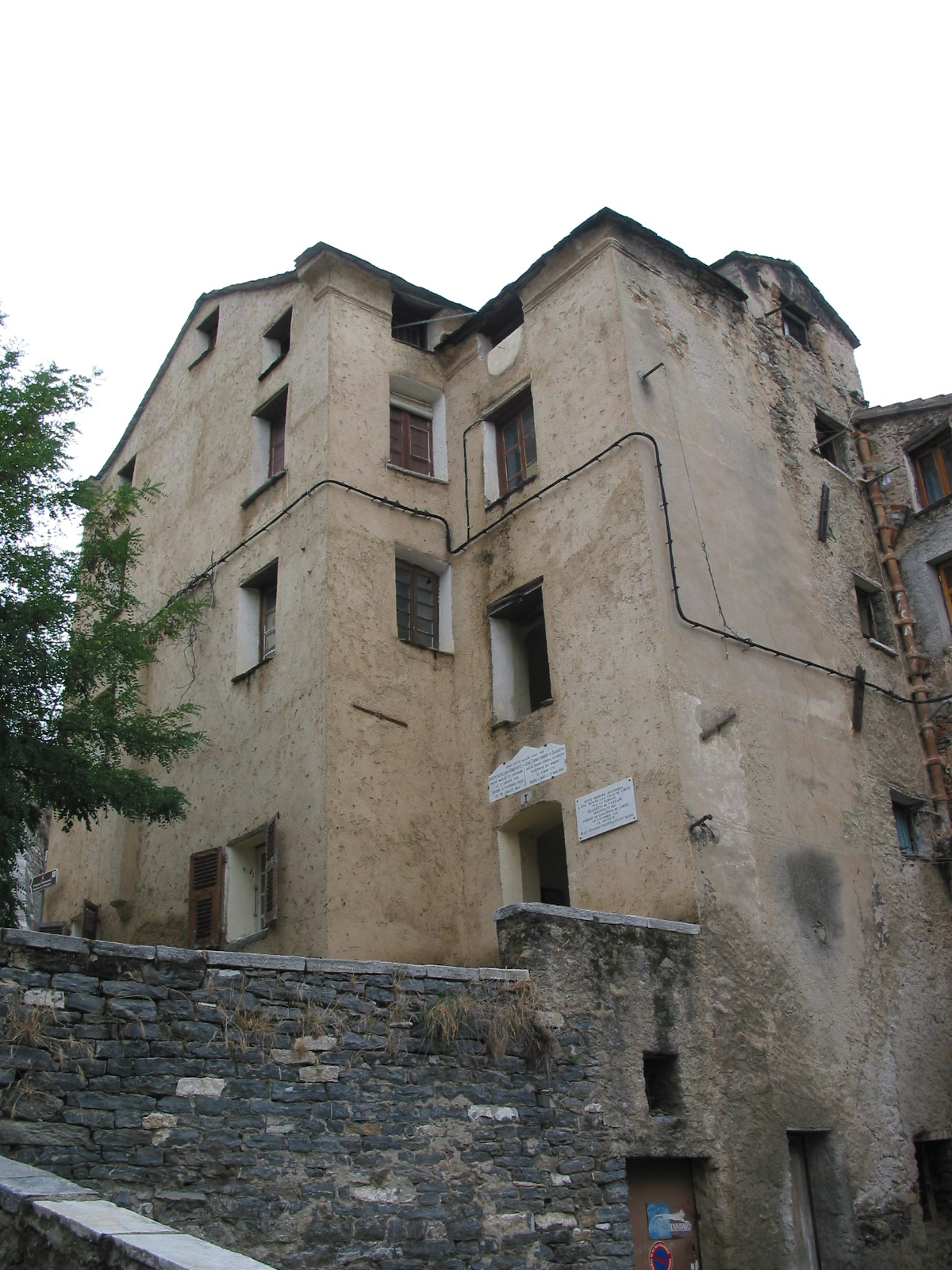
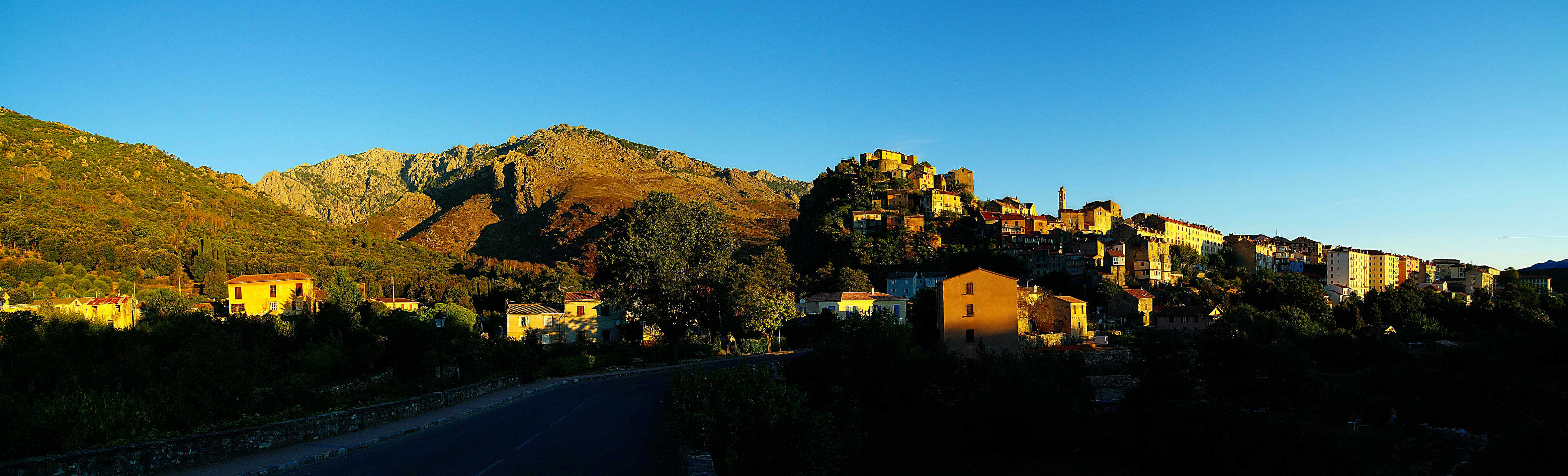